# Château d'Aumeville
Le château d'Aumeville est une demeure, de la seconde moitié du XVIIIe siècle, qui se dresse sur le territoire de la commune française d'Aumeville-Lestre, dans le département de la Manche, en région Normandie.

## Localisation
Le château est situé au sommet du coteau, à proximité de l'église Saint-Pierre d'Aumeville-Lestre, dans le département français de la Manche.

## Historique
Sur le site, Guillaume Vautier construit, vers 1600, un premier manoir en remplacement d'une maison fortifiée située plus près du rivage dans une zone marécageuse. Vendu à Jacques du Moustier, c'est la famille Davy qui héritera du manoir.
Le château actuel est construit entre 1756 et 1762 par le chevalier d'Amfreville, Louis-Antoine Davy,, fils de Charles-François Davy, marquis d'Amfreville,, et ses frères dont Charles-Bernardin Davy d'Amfreville (1712-1782), chevalier de Saint-Jean de Jérusalem, commandeur de Malte, qui est inhumé dans l'église. Il est ensuite entre les mains de la famille d'Harcourt. Anne-Charlotte-Victorine d'Harcourt épouse, en 1800, Alexandre-Joseph-Gabriel de Boisgelin (1770-1831), garde du corps de Louis XVI et capitaine des dragons de Marie-Antoinette, qui devient propriétaire du château. Député, puis Pair de France en 1827, très actif pendant la Révolution, il permit la réalisation des travaux de l'église.
Le château passe ensuite entre les mains des Gigault de Bellefonds. En 1814, il est acquis par le comte de Valori. En 1873, Marie-Joseph Comte de Valori († 1893), maire d'Amfreville, épouse Alberte Moré de Pontgibaud.

## Description
Le château de style Louis XV, qui a été divisé en appartements, haut d'un étage sur un rez-de-chaussée surélevé auquel on accède par un perron en fer à cheval, arbore côté cour d'honneur un pavillon central en très légère saillie, plutôt suggéré que réalisé, avec trois jours médians sur les trois registre de fenêtres et de lucarnes de toits à la Mansart, plus rapprochés entre eux et qui correspondent au rez-de-chaussée à un très grand hall, et une toiture du XIXe siècle en léger décrochement avec ses rives de zinc. Deux ailes en forte avancée, percées de fenêtres à linteaux en arc de cercle surbaissé, encadrent cette masse imposante. Le sous-sol, à demi-enterré prend le jour par des soupiraux jumelés. L'escalier d'accès, avec ses marches plates, est décoré par un travail en fer forgé.
Sur la façade arrière du château, le comte de Valori fit placer, de chaque côté d'un pont formant perron et donnant accès au très grand hall central, deux lions de marbre blanc, qui soutiennent de leurs griffes des armes aux écus de formes anglaises ; les siennes : écartelé aux 1 et 4 de sable à l'aigle d'argent semée de croissants du champ et portant sur l'estomac une croix de même et aux 2 et 3, d'or au laurier de sinople au chef de gueules, et celles de son épouse Moré de Pontgibaud : de gueules à trois bandes d'or au franc canton d'hermine,.

## Jardins
Les jardins du château sont inscrits à l'Inventaire général du patrimoine culturel.